# 프림 알고리즘
프림 알고리즘(Prim's algorithm)은 가중치가 있는 연결된 무향 그래프의 모든 꼭짓점을 포함하면서 각 변의 비용의 합이 최소가 되는 부분 그래프인 트리, 즉 최소 비용 생성나무를 찾는 알고리즘이다. 변의 개수를 E, 꼭짓점의 개수를 V라고 하면 이 알고리즘은 이진 힙을 이용하여 자료를 처리하였을 때를 기준으로 {\displaystyle {\color {Blue}O}(E\log V)}의 시간복잡도를 가진다. 그래프가 충분히 빽빽한 경우({\displaystyle E={\color {Blue}\Omega }(V\log V)})에는 피보나치 힙을 이용하여 훨씬 빠르게 할 수 있다. 이 방법은 복잡도가 {\displaystyle {\color {Blue}O}(E+V\log V)}까지 떨어진다.

## 개요
프림 알고리즘은 아래의 순서대로 작동한다:
1. 그래프에서 하나의 꼭짓점을 선택하여 트리를 만든다.
2. 그래프의 모든 변이 들어 있는 집합을 만든다.
3. 모든 꼭짓점이 트리에 포함되어 있지 않은 동안
  1. 트리와 연결된 변 가운데 트리 속의 두 꼭짓점을 연결하지 않는 가장 가중치가 작은 변을 트리에 추가한다.

알고리즘이 종료됐을 때 만들어진 트리는 최소 비용 신장트리가 된다.

## 설명
이 알고리즘은 한 꼭짓점에서 시작한다. 트리가 모든 꼭짓점을 포함할 때까지 계속된다.
- 입력: 연결된 각 변에 가중치가 주어진 그래프 {\displaystyle G(V,E)}
- 초기화: {\displaystyle V'={x}}로 놓는다. x는 V에 있는 임의의 꼭짓점이다. {\displaystyle E'=\{\}}로 놓는다.
- {\displaystyle V'=V} 가 될 때까지 다음을 계속 수행한다:
  - {\displaystyle E}로부터 최소의 가중치를 갖는 변 (u,v)를 뽑아낸다. 단, 이때 u는 {\displaystyle V'}에 속해야 하고 v는 {\displaystyle V'}에 속하지 말아야 한다. (같은 가중치를 갖는 여러 개의 변이 존재할 경우에는, 임의의 것을 고른다.)
  - v를 {\displaystyle V'}에 추가한다.(u,v)를 {\displaystyle E'}에 추가한다.
- 결과: 알고리즘이 종료됐을 때 만들어진 트리 {\displaystyle G(V',E')}가 결과가 된다. 이것은 최소 비용 신장트리가 된다.

## 시간 복잡도
| 최소 변 비용 자료 구조                        | 시간 복잡도 (총합)                 |
| --------------------------------------------- | ---------------------------------- |
| 인접 행렬, 검색                               | {\displaystyle V^{2}}              |
| 이진 힙(아래 의사코드를 보라.) 및 인접 리스트 | {\displaystyle O((V+E)logV)=ElogV} |
| 피보나치 힙 및 인접 리스트                    | {\displaystyle E+V\log V}          |

인접 행렬과 최소 비용값들이 들어가 있는 배열 내에서 최소 비용값을 찾는 검색을 사용할 경우, 시간 복잡도는 {\displaystyle {\color {Blue}O}(V^{2})}가 된다. 이진 힙 자료 구조와 인접 리스트 표현을 사용한다면, 프림 알고리즘은 {\displaystyle {\color {Blue}O}(E\log V)} 내에 수행된다는 것이 증명될 수 있다. 여기서 {\displaystyle E}는 변의 개수이고, {\displaystyle V}는 꼭짓점의 개수이다. 약간 복잡한 자료 구조인 피보나치 힙을 사용한다면 {\displaystyle O(E+V\log V)}로 시간 복잡도가 감소할 수 있다. 이 경우, 그래프가 조밀하여 {\displaystyle E}가 {\displaystyle \Omega (V\log V)}일 땐, 상당히 빨라진다.

## 예제
| 그림 | 설명 | 안 보임 | 경계       | 결과 집합           |
| ---- | --- | ------- | ---------- | ------------------- |
|      | 왼쪽에 있는 것이 우리가 문제를 풀어야 할 그래프이다. 왼쪽에 있는 그림은 트리가 아니다. 트리의 정의에 의해 트리에는 순환이 없어야 하는데 왼쪽에 있는 그림에는 순환이 있기 때문이다. 왼쪽 도표의 정확한 이름은 그래프 또는 네트워크가 되겠다. 변 옆에 있는 숫자는 가중치를 나타낸다. 아직 아무 변도 색이 바뀌지 않았다. 임의의 점을 출발점으로 정할 수 있다. 꼭짓점 D를 출발점으로 정하겠다. | C, G    | A, B, E, F | D                   |
|      | 다음으로는 D와 붙어 있는 꼭짓점을 선택해야 한다: A는 5만큼 떨어져있고(가중치가 5라는 뜻), B는 9 떨어져있고, E는 15 떨어져 있고, F는 6 떨어져 있다. 이 중 5가 가장 작으므로 꼭짓점 A 및 변 DA의 색을 바꾸겠다. | C, G    | B, E, F    | A, D                |
|      | 다음 꼭짓점은 D 혹은 A와 붙어 있는 꼭짓점을 선택하면 된다. B는 D에서 9떨어져 있고, A에서 7 떨어져 있다. E는 D에서 15만큼 떨어져 있고, F는 6만큼 떨어져 있다. 6이 가장 작은 수이므로, F 및 DF의 색을 바꾸겠다. | C       | B, E, G    | A, D, F             |
|      | 위와 같은 방법으로하면 A에서 7 떨어진 B가 선택된다. DB의 색을 빨강으로 바꾸겠다. B와 D가 이미 색이 바뀌어 있기 때문이다. 따라서 DB는 이용될 수 없다. | 널      | C, E, G    | A, D, F, B          |
|      | 이 경우 우리는 C', E, 및 G 중 하나를 선택할 수 있다. C는 B에서 8 떨어져 있고, E는 B에서 7 떨어져 있다. G는 F에서 11 떨어져 있다. E가 가장 가까우므로 E와 EB의 색을 바꾸겠다. 다른 두 개는 빨강으로 칠하겠는데, 이는 두 꼭짓점이 이미 사용되었기 때문이다. | 널      | C, G       | A, D, F, B, E       |
|      | C와 G가 남아있다. C는 E에서 5떨어져 있고, G는 E에서 9 떨어져 있다. C를 선택하겠다. C와 EC의 색을 바꾸겠다. BC는 빨강으로 칠하겠다. | 널      | G          | A, D, F, B, E, C    |
|      | G만 남아 있다. F에서 11 떨어져 있고, E에서 9 떨어져 있다. E가 가까우므로 EG의 색을 바꾸겠다. 이제 모든 꼭짓점의 색을 바꿨고, 최소 비용 신장트리가 녹색으로 표시되었다. 총 가중치 합은 39이다. | 널      | 널         | A, D, F, B, E, C, G |

## 정확성 증명
프림 알고리즘으로 얻은 그래프가 신장트리임을 보이는 것과 최소비용임을 보이는 두 단계로 나눈다.
트리에 관한 정리에서 n개의 꼭짓점을 가진 연결된 그래프가 n-1개의 변을 가지면 트리라고 한다. 프림 알고리즘으로 얻은 그래프 P는 n개의 꼭짓점을 연결하고 있고 n-1개의 변을 가지므로 트리이며 모든 점 n개를 가지므로 신장트리이다.
P가 최소비용임은 수학적 강귀납법을 통해 다음 명제를 증명하여 보인다.
"프림 알고리즘 각 단계에서 얻는 그래프의 간선들을 원소로하는 집합을 포함한 최소비용 신장트리가 항상 존재한다"
1. 프림 알고리즘 첫 단계는 간선이 없다. 그러므로 간선들의 집합은 공집합이다. 그러므로 최소비용 신장트리가 무엇이든 간선들의 집합을 포함한다.
2. 프림 알고리즘의 1부터 n-2 단계까지에서 얻는 그래프의 간선들을 원소로하는 집합을 포함한 최소비용 신장트리가 존재한다고 가정하자.
3. n-2 단계로 얻는 그래프는 Q이고 간선들의 집합 L을 포함하는 최소비용 신장트리를 T라고 하자. Q에서 아직 연결되지 않은 마지막 꼭짓점 E를 한점으로 하는 변 e를 그리면 P를 얻는다. 그러므로 P와 T는 L을 공통으로 포함하고 E를 연결하는 변만 차이가 있다. 이때 T는 최소비용 신장트리이고 P도 가중치가 가장 낮은 e를 그려서 얻으므로 T와 P는 비용이 동일하다. 그러므로 n-1 단계에서 얻는 그래프 P의 간선 집합을 포함하는 최소비용 신장트리 P 자신이 존재한다.

## 의사 코드

### 최소-힙(Min-Heap)

#### 초기화
입력한 그래프, 변의 가중치를 반환하는 함수, 초기 꼭짓점.
처음에는 각 꼭짓점은 '아직 거치지 않은 꼭짓점들의 집합'(not yet seen set)에 속한다. 초기 꼭짓점을 정한다. 모든 꼭짓점들을 최소 힙에 두어서 최소 그래프의 최소 가중치를 기준으로 최소 힙에서 꼭짓점이 제거될 수 있게 해둔다.
```
for each
 
vertex
 
in
 
graph

   
set
 min_distance 
of
 
vertex
 
to
 ∞
   
set
 parent 
of
 
vertex
 
to
 
null

   
set
 minimum_adjacency_list 
of
 
vertex
 
to
 empty list
   
set
 is_in_Q 
of
 
vertex
 
to
 true

set
 distance 
of
 initial vertex 
to
 
zero

add to minimum-heap 
Q
 all vertices in graph.
```

#### 용어 설명
"가장 가까운 꼭짓점" 은 Q[0]이다. latest_addtion이 된다.
"경계"는 Q에 속한 v인데, "가장 가까운 꼭짓점"이 제거된 뒤 v와의 거리(distance) < ∞ 인 v이다.
"안 보임"은 Q에 속한 v인데, "가장 가까운 꼭짓점"이 제거된 뒤 v와의 거리(distance) = ∞ 인 v이다.
최솟값 제거 함수가 널을 반환하면 while 루프를 빠져나간다. 인접 리스트를 설정해서 "방향이 있는 그래프"가 반환되게도 할 수는 있다.
"시간 복잡도 : 루프에 대해서는 {\displaystyle V}, 제거 함수에 대해서는 {\displaystyle \log V}"
```
while
 
latest_addition
 = remove minimum in 
Q

    
set
 is_in_Q 
of
 
latest_addition
 to false
    add 
latest_addition
 to (minimum_adjacency_list of (parent of 
latest_addition
))
    add (parent of 
latest_addition
) to (minimum_adjacency_list of 
latest_addition
)
```

"시간 복잡도 : {\displaystyle E/V}, 꼭짓점 개수의 평균"
```
    
for each
 
adjacent
 
of
 
latest_addition

    
if
 (is_in_Q of 
adjacent
) and (weight-function(
latest_addition
, 
adjacent
) < min_distance of 
adjacent
)
        
set
 parent 
of
 
adjacent
 
to
 
latest_addition

        
set
 min_distance 
of
 
adjacent
 
to
 weight-function(
latest_addition
, 
adjacent
)
```

"시간 복잡도 : {\displaystyle \log V}, 힙의 높이(height of heap)"
```
        update 
adjacent
 in 
Q
, order by min_distance
```

## 참고 문헌
- V. Jarník: O jistém problému minimálním [About a certain minimal problem], Práce Moravské Přírodovědecké Společnosti, 6, 1930, pp. 57–63. (in Czech)
- R. C. Prim: Shortest connection networks and some generalisations. In: Bell System Technical Journal, 36 (1957), pp. 1389–1401
- D. Cherition and R. E. Tarjan: Finding minimum spanning trees. In: SIAM Journal of Computing, 5 (Dec. 1976), pp. 724–741
- Thomas H. Cormen, Charles E. Leiserson, 로널드 라이베스트, and Clifford Stein. Introduction to Algorithms, Second Edition. MIT Press and McGraw-Hill, 2001. ISBN 0-262-03293-7. Section 23.2: The algorithms of Kruskal and Prim, pp. 567–574.

## 같이 보기
- 신장트리
- 크루스칼 알고리즘